# لوثر بادغر
لوثر بادغر هو محامي وسياسي أمريكي، ولد في 10 أبريل 1785 في بيرو في الولايات المتحدة، وتوفي في 30 أكتوبر 1868 في جوردن في الولايات المتحدة. نشط حزبياً في حزب اليمين. وقد انتخب عضو مجلس النواب الأمريكي ‏.